# Saraiella rotunda
Saraiella rotunda är en tvåvingeart som först beskrevs av Krek 1970.  Saraiella rotunda ingår i släktet Saraiella och familjen fjärilsmyggor. Inga underarter finns listade i Catalogue of Life.